# Pentium
A Pentium az Intel ötödik generációs x86 architektúrára épülő mikroprocesszora. Vinod Dham fejlesztette ki. A Pentium volt a 486-os vonal utódja. Elsőként 1993. március 22-én került forgalomba.

## Az Intel védjegye
A Pentiumot eredetileg 80586 vagy i586-nak nevezték volna, utalásként az előző generációkra, azonban számok védjegyként általában nem lajstromozhatók. A védjeggyel az Intel cég el tudta kerülni, hogy a konkurens gyártók, mint az AMD, hasonló névvel lássák el saját processzoraikat (például AMD Am486). Az Intel igénybe vette a Lexicon Branding segítségét, hogy védjegyként lajstromozható nevet találjanak ki. (A többi x86-gyártó maradt az 586 és 5x86 jelzéseknél, vagy éppen saját neveket találtak ki, mint a K5, K6, AMD K7 avagy Athlon).

## Főbb változtatások a 486-hoz képest
- Szuperskalár architektúra: A Pentium két futószalaggal (pipeline) rendelkezik, amely lehetővé teszi a ciklusonként egynél több utasítás végrehajtását. Az egyik szalag (az U) bármilyen utasítást kezelni képes, míg a másik (a V) pedig csak a legegyszerűbb, leggyakoribb utasításokat. Az egynél több futószalag használata tipikusan a RISC processzorok jellemzője. Ez volt az egyik első RISC alapú technológia, amit átvett az x86. Így megmutatva az utat, hogy a két technológia együtt is használható, majdnem hibrid processzorként.
- 64 bites adatsínszélesség: Megduplázták a ciklusonként a memóriából lekérhető adatok mennyiségét. Ez nem jelenti azt, hogy a Pentium futtathat 64 bites alkalmazásokat. A fixpontos regiszterek bitszélessége továbbra is 32 bites.
- Szétválasztott kód és adat cache-memória: Mindkettő 8kB-os memória és mindkettő kétirányú és asszociatív jellegű, szemben a 486 egyetlen négyirányú gyorsítótára helyett.
- MMX utasítások (csak későbbi modellekben): Alap SIMD utasításkészlet-kiegészítés multimédiás alkalmazások számára.

A Pentium architektúrájú processzorok a 486-os processzorok teljesítményének kétszeresét tudták nyújtani ciklusonként. A leggyorsabb 
Intel 486 majdnem ugyanolyan gyors volt, mint az első generációs Pentium, és néhány kései AMD 486 teljesítménye nagyjából megegyezett a Pentium 75 MHz-ével.

## Típusok
A korai Pentiumok 60 és 66 MHz-en üzemeltek. Később elérhetővé váltak a 75, 90, 100, 120, 133, 150, 166, 200 és 233 MHz-es változatok is. A 266 és 300 MHz-es változatok mobil számítógépek számára jelentek meg. A 63 és 83 MHz-es Pentium Overdrive processzorok a régi 486 típusú számítógépek számára jelentettek fejlesztési lehetőséget.
| Kódnév                  | P5        | P5        | P54      | P54       | P54       | P54       | P54C      | P54C     | P54C     | P54C     | P54C     | P55C | P55C | P55C | P55C     | P55C     | P55C     | P55C (Tillamook) | P55C (Tillamook) | P55C (Tillamook) | P55C (Tillamook) |
| Gyártástechnológia (µm) | 0.80      | 0.80      | 0.60     | 0.60      | 0.60      | 0.60      | 0.35      | 0.35     | 0.35     | 0.35     | 0.35     | 0.35 | 0.35 | 0.35 | 0.35     | 0.35     | 0.35     | 0.25             | 0.25             | 0.25             | 0.25             |
| Órajel (MHz)            | 60        | 66        | 75       | 90        | 100       | 120       | 120       | 133      | 150      | 166      | 200      | 120* | 133* | 150* | 166      | 200      | 233      | 200              | 233              | 266              | 300              |
| Magfeszültség           | 5.0       | 5.0       | 3.3      | 3.3       | 3.3       | 3.3       | 3.3       | 3.3      | 3.3      | 3.3      | 3.3      | 2.8  | 2.8  | 2.8  | 2.8      | 2.8      | 2.8      | 1.8              | 1.8              | 1.8              | 1.8              |
| Megjelenés              | Márc 1993 | Márc 1993 | Okt 1994 | Márc 1994 | Márc 1994 | Márc 1995 | Márc 1995 | Jún 1995 | Jan 1996 | Jan 1996 | Jún 1996 |      |      |      | Okt 1996 | Okt 1996 | Jún 1997 | Szept 1997       | Szept 1997       | Jan 1998         | Jan 1999         |

- * Ezek a típusok csak mobil számítógépekhez voltak elérhetőek.

### P5, P54, P54C

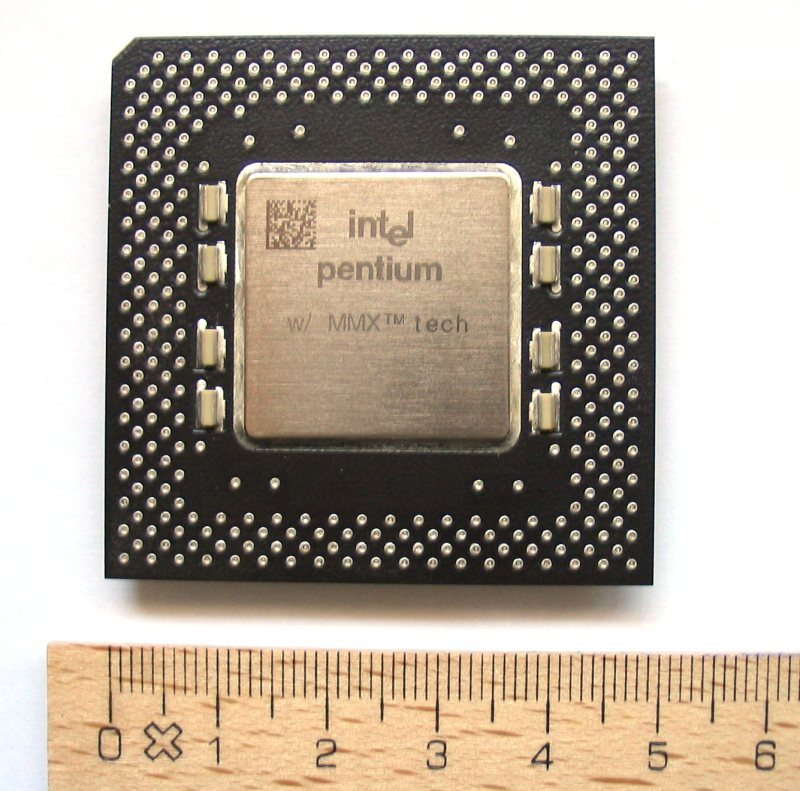
Pentium MMX – felülről

Az eredeti Pentium mikroprocesszor a P5 belső kódnevet kapta, és egy futószalagos, belső-utasításkészlettel rendelkező szuperskalár mikroprocesszor volt és 0,8 µm-es gyártástechnológiával készült. Ezt a P54 követte, amely a P5 0,6 µm-es változata, melyek kétprocesszoros működésre is fel voltak készítve, és a belső órajelük különbözött az FSB-től (sokkal bonyolultabb a buszsebességet növelni, mint a belső órajelet). A P54-et a P54C követte, már 0,35 µm-es gyártástechnológiával, ez tiszta CMOS gyártás, szemben a korai Pentiumok bipoláris CMOS technológiájával.
A korai 60-100 MHz-es Pentiumok lebegőpontos egységeinek volt egy hibája, néhány esetben csökkentett pontossággal végeztek osztási műveleteket. Ezt a hibát Lynchburgben (USA, Virginia) fedezték fel 1994-ben, és a Pentium FDIV hibaként híresült el, ami nagyon kellemetlen volt az Intel számára, és csereakció keretében kicserélték a hibás processzorokat a javítottakra. A 60 és 66 MHz-es, 0,8 µm-es Pentiumok híresek voltak a fagyásaikról, és nagy hőtermelésükről – a Pentium 60-at és 66-ot kávéforraló becenévvel illették. Ismertek voltak még a nagyfeszültségű Pentiumok az 5 V-os magfeszültségük miatt. A hőproblémákat kiküszöbölték a P54-ben, mely jóval alacsonyabb magfeszültségen (3,3 V) üzemelt.
A P5 Pentiumok Socket 4-et használtak, míg a P54 kezdetben Socket 5-ös foglalatba készült, mielőtt Socket 7-re váltottak a későbbi változatokban. A P54C és az újabb Pentiumok Socket 7 foglalatot használtak.

### P55C, Tillamook

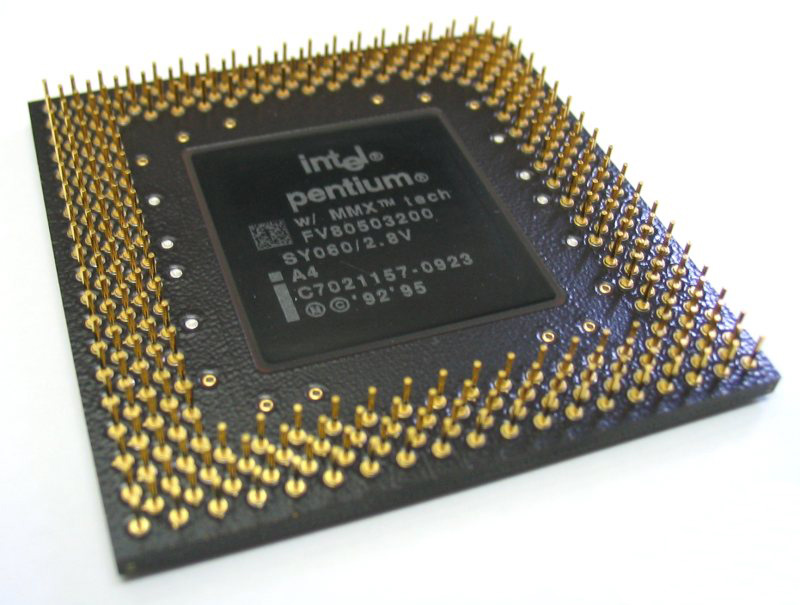
Pentium MMX – alulról

Utólag a P55C Pentium with MMX Technology (egyszerűen csak Pentium MMX) néven lett kiadva; P5 magra épül, 0,35-ös gyártástechnológiával készült ez is, de kiegészült 57 MMx utasítással, ami a multimédiás alkalmazások teljesítményét hivatott növelni, például digitális média be- és kitömörítése.
Az új utasítások új adattípusokkal dolgoztak: a 64 bites vektorok vagy nyolc 8 bites egésszel, vagy négy 16 bitessel, vagy két 32 bitessel, vagy egy 64 bites egésszel voltak képesek dolgozni. Például PADDUSB (Packed ADD Unsigned Saturated Byte) utasítás hozzáad két új vektort, mely páronként tartalmaz nyolc 8 bites megcímezetlen egészet, minden összeadás, amely nagyobb a megengedettnél, 255-öt fog eredményezni, a legnagyobb megcímezetlen érték egy byte. Ezek a speciális utasítások különleges programozást igényelnek a programozó részéről, hogy használni lehessen őket. Néhány program mindig az MMX-et használta.
A P55c teljesítményét megduplázták az előző változatokhoz képest azzal, hogy az elsődleges gyorsítótár (L1 cache) méretét 16 KB-ról 32 KB-ra növelték.
A Pentium P55C mobil változata egy „mobil modullal” csatlakozott a notebook alaplapjához. Ez egy nyomtatott áramkör volt, a processzor közvetlenül ehhez kapcsolódott. A modul kapcsolódott az 
alaplapra, és általában fel volt szerelve egy hőelvezető lemezzel. A legtöbb ilyen notebook az Intel 430MX lapkakészletet használta, ami egy butított 430FX volt. Bár előfordult, hogy a Tillamook modult (amit egy oregoni településről neveztek el), a 430TX lapkakészlettel és 512 KB SRAM gyorsítótárral (L1 cache) szerelték.

## A későbbi generációk

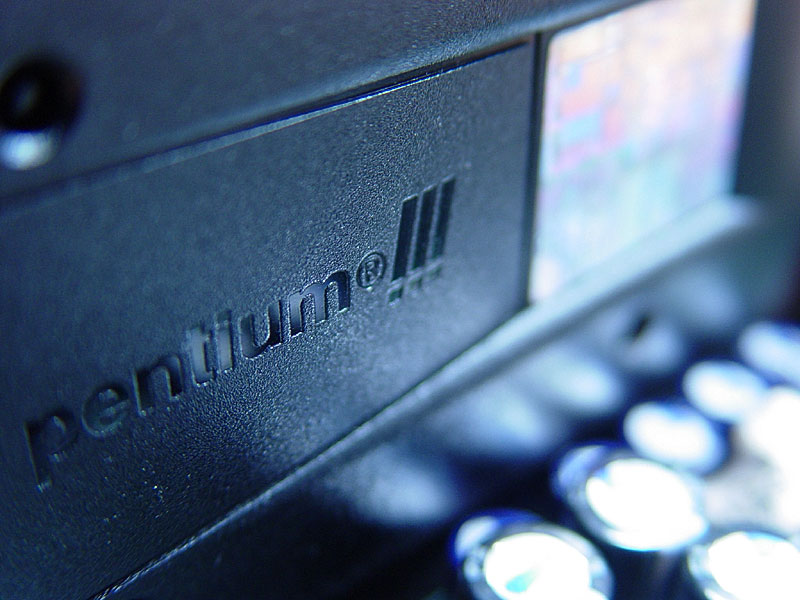
Pentium III processzor egy alaplapban

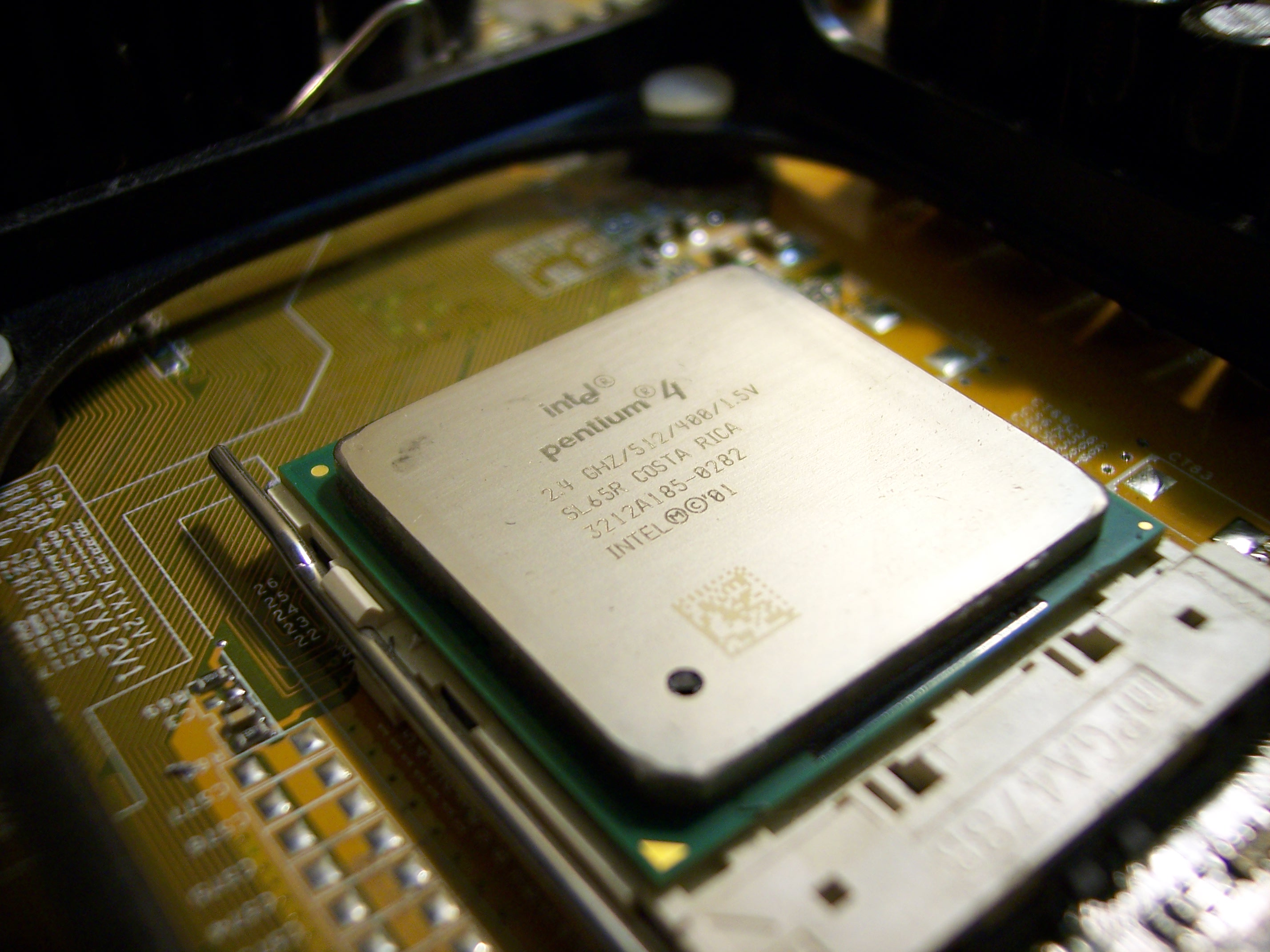
A Pentium 4, 2.4 GHz

Az Intel a Pentium védjegyet a későbbi processzorgenerációknál is megtartotta, amelyek már lényegesen különböztek az eredeti Pentiumtól. A Pentium név nagyon sikeres lett, amelyet több processzor-generáción keresztül használtak Pentium Pro-tól egészen a Pentium Extreme Edition-ig.
- Pentium Pro
- Pentium II
- Pentium III
- Pentium 4
- Pentium M
- Pentium D
- Pentium Extreme Edition
- Pentium N

A programozás szempontjából fontos elválasztani az eredeti Pentium processzor-architektúrát a későbbi Pentium architektúráktól. 
Ezért az i586 általában a korábbi Pentiumokra utal, valamint azokra a processzorokra, amiknek a gépi kódja a korai Pentiumokra épül.
A Pentium név hagyományosan az asztali, és a notebookokba szánt processzorokat jelöli, a Celeron nevet a belépőszintű processzorok kapták (alacsonyabb ár és alacsonyabb teljesítmény), a Xeon processzorokat a nagy teljesítményű szerverekbe és munkaállomásokba szánják. Ugyanazt az alap mikroarchitektúrát használják mindegyik névhez, de órajelben, gyorsítótárméretben, tokozásban és a foglalatokban különböznek, sőt ugyanazt a nevet használják az egymással semmilyen kapcsolatban nem lévő mikroarchitektúrák is.

## AzIntel Core, a Pentium lehetséges utódja
Az Intel Core processzorok ugyanazt a mikroarchitektúrát használják, mint a Pentium M processzorok, csak más névvel. Az első Intel Core 2006 januárjában került piacra, Pentium M mikroarchitektúrával kiegészítve. Az Intel Core mikroarchitektúrával kiegészített Intel Core 2 nem sokkal később, 2006 júliusában került piacra. Ettől kezdve, az Intel a Pentium nevet az alacsonyabb árszegmensbe tartozó termékei esetében használja. A Core i-széria megjelenésével a vállalat egy ötszintes, teljesítménybeli kategóriarendszert alakított ki, melyben a Pentium a második, míg a Celeron az első helyen szerepel. Ezek a modern, Core i3/i5/i7 processzorok olcsóbb változatai.

## Intel adatlapok
- Pentium (P5)
- Pentium (P54)
- Pentium MMX (P55C)
- Mobile Pentium MMX (P55C)
- Mobile Pentium MMX (Tillamook)